# Eucalyptopsis
Eucalyptopsis (C.T.White, 1951) es un género de plantas de la familia Myrtaceae. Se encuentra emparentado, según estudios de genética molecular, al recientemente creado género Stockwellia, y a Allosyncarpia, con quienes comparte un grupo. Posee apenas dos especies.

## Distribución
Nueva Guinea, Nueva Bretaña, Molucas (Indonesia).

## Especies
- Eucalyptopsis alauda, Craven
- Eucalyptopsis papuana, C.T.White